# Pierre Marnotte
Pierre Marnotte, né le 20 avril 1797 à Dijon et mort le 21 avril 1882 à Besançon, est un architecte français.

## Biographie
Élève à Paris de Bernard Poyet et d'Achille Leclère, Pierre Marnotte travaille à Marseille et Lyon avant de devenir architecte de la ville de Besançon (1823 - 1836), en remplacement de Denis-Philibert Lapret dont il termine certains projets. Il reste dans cette ville jusqu'à sa mort en 1882.
C'est un architecte important par la part qu'il prit à la restauration d'édifices anciens : Porte Noire (Besançon), chapelles de Pesmes, Étuz, Aumônières, projet "d'achèvement" de la cathédrale Saint-Jean de Besançon), mais aussi et surtout par des réalisations qui relèvent d'un éclectisme fonctionnel caractéristique du XIXe siècle : halle (musée de Besançon) : néoclassique ; hôtel de ville de Mouthe : néo-Renaissance ; églises de Montarlot et de Confracourt : néogothiques ; églises d'Avanne-Aveney  : néoclassiques ; synagogue de Besançon : néo-mauresque…
Passionné d'archéologie gallo-romaine et médiévale, il sauva l'arc de triomphe de Besançon avec beaucoup d'intelligence et d'humilité et recueillit et dessina de très nombreux fragments archéologiques qu'il déposa à la Bibliothèque et au Musée de Besançon.

## Réalisations

### Besançon
- Croix de mission de Besançon (cimetière des Chaprais), 1824-1825
- Synagogue de la rue de la Madeleine, Besançon, 1831
- Autels dans l'église Saint-Maurice de Besançon, 1831 et projets de reconstruction 1834
- Immeuble du 117 Grande-Rue, 1838
- Façade avec serlienne rue des Granges, vers 1835
- Surélévation et décors intérieurs au 106 de la Grande-Rue à Besançon, vers 1838-1840
- Hôtel de l'avocat Victor Grillet, 27 rue Mégevand, 1834-1837
- Halle aux blés de Besançon (actuel musée des beaux arts et d'archéologie), 1835-1843
- Maison personnelle rue Lecourbe à Besançon, vers 1825
- Maison personnelle rue Moncey à Besançon, 1837
- Immeubles 1,3,5 rue Moncey à Besançon, 1837
- Immeuble du cercle de la noblesse, rue de la Préfecture à Besançon, 1841
- Tombeau pour Alfred Marquiset à Besançon, 1860-1861
- Synagogue du quai Veil-Picard, 1866-1869

### Franche-Comté
- Château neuf d'Antoine-François-Raymond Blondeau du Fays à Clerval, vers 1824-1826
- Château neuf de Bouclans
- Clocher et tribune de l'église Saint-Martin de Baume-les-Dames, 1824-1831
- Église Saint-Vincent d'Avanne, 1826-1831
- Église de la Nativité de Notre-Dame de Franois, 1827-1834
- Restaurations et transformations du château de Frasne, 1835-1838
- Maison de Charles-César Clerc de Landresse à Velesmes, 1838
- Lavoir d'Etuz,
- Château de Claude-François Brulard à Auxon-Dessus
- Chapelle Notre-Dame-de-Pitié à Voray-sur-l'Ognon, 1843
- Hôtel de ville de Mouthe, 1846-1847
- Projet de restauration de la chapelle d'Andelot dans l'église Saint-Hilaire de Pesmes, 1847
- Restauration de la chapelle Sainte-Anne d'Etuz, 1851
- Église de Montarlot-lès-Champlitte, 1851-1855
- Chapelle Saint-Ferréol et Saint-Ferjeux de Miserey-Salines, 1854-1858
- Presbytère de Frasne, 1856
- Restauration de l'église de Clerval, 1861
- Église de Confracourt, 1861-1866
- Restaurations et transformations du château de Thoraise

### Autre
- Architecte d'opération du château de Bournel à Cubry, sur les plans de l'architecte Clément Parent, à partir de 1860
- Projet pour la cathédrale Notre-Dame-de-la-Treille à Lille, 1856